# Physalaemus
A Physalaemus  a kétéltűek (Amphibia) osztályába, a békák (Anura) rendjébe és a füttyentőbéka-félék  (Leptodactylidae) családjába, azon belül a Leiuperinae alcsaládba tartozó nem.

## Elterjedésük
A nembe tartozó fajok Argentína középső, Bolívia keleti részén, Paraguayban, Uruguayban, Brazíliában Guyanában és Francia Guyanában, Venezuela és Kolumbia síkvidéki területein honosak.

## Rendszerezés
A nembe az alábbi fajok tartoznak:
- Physalaemus aguirrei Bokermann, 1966
- Physalaemus albifrons (Spix, 1824)
- Physalaemus albonotatus (Steindachner, 1864)
- Physalaemus angrensis Weber, Gonzaga, & Carvalho-e-Silva, 2006
- Physalaemus atim Brasileiro & Haddad, 2015
- Physalaemus atlanticus Haddad & Sazima, 2004
- Physalaemus barrioi Bokermann, 1967
- Physalaemus biligonigerus (Cope, 1861)
- Physalaemus bokermanni Cardoso & Haddad, 1985
- Physalaemus caete Pombal & Madureira, 1997
- Physalaemus camacan Pimenta, Cruz, & Silvano, 2005
- Physalaemus carrizorum Cardozo & Pereyra, 2018
- Physalaemus centralis Bokermann, 1962
- Physalaemus cicada Bokermann, 1966
- Physalaemus claptoni Leal, Leite, Costa, Nascimento, Lourenço, & Garcia, 2020
- Physalaemus crombiei Heyer & Wolf, 1989
- Physalaemus cuqui Lobo, 1993
- Physalaemus cuvieri Fitzinger, 1826
- Physalaemus deimaticus Sazima & Caramaschi, 1988
- Physalaemus ephippifer (Steindachner, 1864)
- Physalaemus erikae Cruz & Pimenta, 2004
- Physalaemus erythros Caramaschi, Feio, & Guimarães, 2003
- Physalaemus evangelistai Bokermann, 1967
- Physalaemus feioi Cassini, Cruz, & Caramaschi, 2010
- Physalaemus fernandezae (Müller, 1926)
- Physalaemus fischeri (Boulenger, 1890)
- Physalaemus gracilis (Boulenger, 1883)
- Physalaemus henselii (Peters, 1872)
- Physalaemus insperatus Cruz, Cassini, & Caramaschi, 2008
- Physalaemus irroratus Cruz, Nascimento, & Feio, 2007
- Physalaemus jordanensis Bokermann, 1967
- Physalaemus kroyeri (Reinhardt & Lütken, 1862)
- Physalaemus lateristriga (Steindachner, 1864)
- Physalaemus lisei Braun & Braun, 1977
- Physalaemus maculiventris (Lutz, 1925)
- Physalaemus marmoratus (Reinhardt & Lütken, 1862)
- Physalaemus maximus Feio, Pombal, & Caramaschi, 1999
- Physalaemus moreirae (Miranda-Ribeiro, 1937)
- Physalaemus nanus (Boulenger, 1888)
- Physalaemus nattereri (Steindachner, 1863)
- Physalaemus obtectus Bokermann, 1966
- Physalaemus olfersii (Lichtenstein & Martens, 1856)
- Physalaemus orophilus Cassini, Cruz, & Caramaschi, 2010
- Physalaemus riograndensis Milstead, 1960
- Physalaemus rupestris Caramaschi, Carcerelli, & Feio, 1991
- Physalaemus santafecinus Barrio, 1965
- Physalaemus signifer (Girard, 1853)
- Physalaemus soaresi Izecksohn, 1965
- Physalaemus spiniger (Miranda-Ribeiro, 1926)